# دساس قزم
دساس قزم (الاسم العلمي: Eryx miliaris)، ويُسمى أيضًا دسّاس صحراوي أو دساس دردي، وهي نوعٌ من الثعابين ضمن فصيلة البوائيات، وتتوطن في آسيا.

## الانتشار
ينتشر الدساس القزم في إيران، وأفغانستان، وتركمانستان، وأوزبكستان، وجنوب روسيا، وشمال غرب الصين.